# IC 4683
IC 4683 ist ein offener Sternhaufen beziehungsweise eine Sternenwolke im Sternbild Sagittarius. Das Objekt wurde am 3. Juni 1902 von Max Wolf entdeckt.